# Yngwin
Según Gesta Danorum de Saxo Grammaticus, Yngwin ("Yngve") fue un caudillo vikingo de Suecia, rey de Götaland, amigo de otro caudillo de Dinamarca llamado Halfdan. El rey danés no tuvo hijos y cedió sus tesoros y el reino a Yngwin que estuvo gobernando su territorio un tiempo, hasta que fue asesinado por un competidor llamado Ragnald.
Yngwin tuvo un hijo llamado Siwald, que heredó el territorio y luego su hijo Sigar también ocupó el mismo trono danés. Sigar tuvo tres hijos. Uno de ellos, llamado Alf y que era un afamado vikingo, en una incursión en Finlandia conoció a Alfhild, la hija del rey Siward de Götaland (en latín: Synardus). Alfhild tenía su propia flota de drakkars, algunas de sus naves gobernadas por agresivas guerreras skjaldmö. Alf y Alfhild se casaron y tuvieron una hija llamada Gurid.Norrœna: The History and Romance of Northern Europe
Durante una guerra que mantenían contra un clan vikingo danés, Sigar, Alf y sus hermanos murieron defendiendo a sus súbditos daneses. Al finalizar la contienda, un camarada de armas de Ald llamado Borgar llegó con sus refuerzos de caballería desde Escania y aniquiló a los enemigos, pero sin un rey visible, Dinamarca quedó huérfana y otros caudillos tomaron el control de los diferentes territorios del reino.
Gurid fue la única superviviente de la familia real, que casó con el hijo de Borgar, Halfdan, y tuvieron un hijo llamado Harald que fue el nuevo monarca. El rey Harald restauró el rey danés, su antigua gloria y consiguió unir a los clanes.
Por los datos que ofrece Gesta Danorum, los hechos tuvieron lugar hacia el siglo V, periodo conocido como la Era de Vendel. Si fuera cierto, explicaría mucho sobre la amistad íntima entre Hroðgar, rey de Dinamarca, y Hrethel, rey de Götaland, como se muestra en el poema épico Beowulf. Saxo afirma en su obra que el rey Harald mencionado es Harald Hilditonn, pero es sin duda un dato erróneo ya que vivió unos cientos de años más tarde. 